# MuseumsQuartier
MuseumsQuartier (MQ tidligere Messepalast) er et 60.000 m² stort museumsområde i den østrigske hovedstad Wien beliggende i den 7. bezirk. Området består af bygninger i både barokstil og nyere og er det ottendestørste kulturareal i verden. [kilde mangler] I 1998 påbegyndtes ombygningen af de førhen anvendte Hofstalde efter planer af arkitekterne Laurids og Manfred Ortner (Ortner & Ortner) og tre år senere åbnede MuseumsQuartier i to etaper (juni og september 2001). De samlede omkostninger var 150 millioner euro.
- Wikimedia Commons har flere filer relateret til MuseumsQuartier

48°12′12″N 16°21′32″Ø / 48.20333°N 16.35889°Ø